# Gare de West Palm Beach
 (janvier 2022).
La gare de West Palm Beach est une gare ferroviaire américaine à West Palm Beach, dans le comté de Palm Beach, en Floride. Ouverte le 13 janvier 2018, elle constitue le terminus nord de la Brightline avant le prolongement de cette ligne de chemin de fer jusqu'à Orlando.